# Friedrich Karl von Preußen (1919–2006)
Friedrich Karl Viktor Stephan Christian Prinz von Preußen (* 13. März 1919 im Jagdschloss Glienicke; † 19. Juni 2006 auf Mallorca) war ein Mitglied des ehemaligen preußischen Königshauses der Hohenzollern. 
Er entstammte der Prinz-Carl-Linie des Hauses Hohenzollern, die auf den dritten Sohn König Friedrich Wilhelms III. und dessen Gemahlin Königin Luise zurückgeht. Prinz Carl hatte bereits 1824 das Landgut Glienicke erworben, das seinen Nachkommen bis 1939 als Wohnsitz diente. Mit Friedrich Karls Tod erlosch diese Linie des Hauses Hohenzollern im Mannesstamm.

## Leben
Friedrich Karl war das jüngere von zwei Kindern des bei einem Reitunfall verstorbenen Friedrich Sigismund Prinz von Preußen (1891–1927), eines erfolgreichen Renn- und Turnierreiters, und der Marie Luise Prinzessin zu Schaumburg-Lippe (1897–1938), einer Enkelin des dänischen Königs Friedrich VIII. Seine Schwester Luise Viktoria (1917–2009) war zwischen 1942 und 1949 mit Hans Reinhold (1917–2002) verehelicht und hat einen Sohn namens Manfred. Friedrich Karl von Preußen wuchs in der Nähe von Potsdam auf, in der Villa von Diringshofen, auch Villa Sigismund genannt.
Der studierte Forstwirt war in erster Ehe seit 1961 mit der englischen Adligen Lady Hermione Stuart (1925–1969) verheiratet, der ältesten Tochter des 19. Earls of Moray und Schwester von Douglas Stuart, 20. Earl of Moray, die ebenfalls nach einem Reitunfall verstarb. Die am 11. Februar 1974 mit Adelheid von Bockum gen. Dolfss (* 16. September 1943) eingegangene zweite Ehe wurde 1978 geschieden.
Friedrich Karl war (als Minderjähriger) letzter Besitzer der Glienicker Schlossanlagen, bevor diese 1935 zum Teil an die Stadt Berlin übergingen und der Rest 1939 von der Stadt Berlin erworben wurde. Er strengte 1984 eine Schadenersatzklage gegen das Land Berlin an, da der Verkauf seinerzeit offenbar nur unter Androhung der Zwangsenteignung durch die Nationalsozialisten zustande kam. Das Verfahren wurde 1987 zu Gunsten des Landes Berlin entschieden; eine beantragte Revision wurde 1989 abgewiesen.
Friedrich Karl von Preußen verstarb kinderlos am 19. Juni 2006 im Alter von 87 Jahren auf der spanischen Ferieninsel Mallorca, wo er die letzten Jahre zurückgezogen gelebt hatte. Als letzter seines Familienzweiges wurde er im Prinzenfriedhof, der hohenzollernschen Erbbegräbnisstätte in dem zum Weltkulturerbe gehörenden Park Klein-Glienicke, beigesetzt.